# Cheddi Jagan International Airport
Cheddi Jagan International Airport (engelska: Timehri International Airport) är en flygplats i Guyana. Den ligger i regionen Demerara-Mahaica, i den norra delen av landet. Cheddi Jagan International Airport ligger 30 meter över havet.
Terrängen runt Cheddi Jagan International Airport är mycket platt. I omgivningarna runt Cheddi Jagan International Airport växer i huvudsak städsegrön lövskog och gräs.